# ستيوارت هنري براون

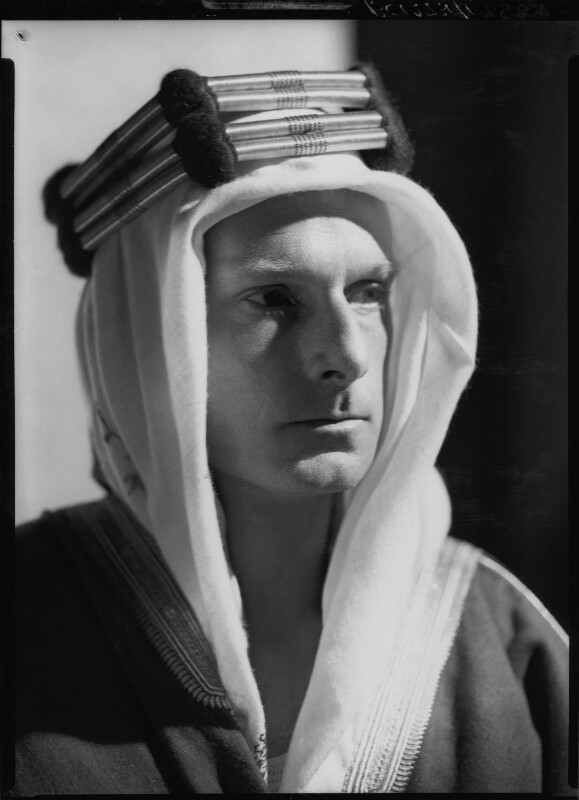
ستيوارت هنري براون وهو يرتدي الزي العربي.

ستيوارت هنري براون (بالإنجليزية: Stewart Henry Perowne)‏ (1901 - 1989 م) هو دبلوماسي وعالم آثار ومستشرق بريطاني.
تخرج من جامعة كمبريدج. عين مساعداً في قسم فلسطين (1930 م) وبعدها ومنظماً للبرامج العربية في الإذاعة البريطانية (1938 م). كما حمل مناصب في سفارات بلاده في عدن وبغداد. وكان قد تروج من فريا ستارك (1946 م).

## آثاره
من آثاره:
- الواحد باق - 1954 م.
- هيرودوس الكبير - 1956 م.
- الهيرودويون المتأخرون - 1958 م.
- أدريان - 1959 م.[2]